# Somersal Herbert
Somersal Herbert – osada i civil parish w Anglii, w Derbyshire, w dystrykcie Derbyshire Dales. W 2001 roku civil parish liczyła 92 mieszkańców. Somersal Herbert jest wspomniana w Domesday Book (1086) jako Sommersale.